# 紅眼珊瑚鰕虎
紅眼珊瑚鰕虎（学名：Bryaninops natans），又名漂游珊瑚鰕虎魚，为輻鰭魚綱虾虎鱼目鰕虎科珊瑚鰕虎魚屬下的一个种，该物种分布于印度洋-太平洋海域，体长可达2.5公分。